# André Báthory
André Báthory de Somlyó (en hongrois : somlyói Báthory András), né en 1563 et mort le 31 octobre 1599, évêque de Varmie en Pologne et cardinal depuis 1584, est prince de Transylvanie en 1599.

## Biographie
Né à Szilágysomlyó, dans le comitat de Szilágy (aujourd'hui en Roumanie) en 1563, André Báthory était le fils d'András Báthory (mort le 7 janvier 1563), lui-même fils du voïvode de Transylvanie Étienne Báthory, mort en 1534. Son frère aîné, Boldizsár Báthory, avait été un éphémère voïvode de Transylvanie en 1594.
Le cardinal André Báthory était un vassal du roi de Pologne. Son cousin germain, le prince de Transylvanie Sigismond Ier Báthory, lui cède le 29 mars 1599 le trône qu'il avait récupéré l'année précédente, après l'avoir déjà cédé à l'Empereur Rodolphe II du Saint-Empire en 1598.
L'armée de la noblesse hongroise de Transylvanie est écrasée par les troupes du prince de Valachie Mihai Viteazul près de Nagyszeben le 28 octobre 1599, le cardinal en fuite est tué par des paysans sicules trois jours plus tard, près du village de Csíkszentdomokos. Les Sicules apportent ensuite la tête du cardinal André Báthory à Mihai Viteazul.